# Гостинне (Вінницький район)
Гости́нне — село в Україні, у Немирівській міській громаді Вінницького району Вінницької області. Стара назва — Селище. Населення становить 397 осіб.

## Історія
12 червня 2020 року, відповідно до Розпорядження Кабінету Міністрів України  № 707-р «Про визначення адміністративних центрів та затвердження територій територіальних громад Вінницької області», увійшло до складу Немирівської міської громади.
19 липня 2020 року, в результаті адміністративно-територіальної реформи та ліквідації Немирівського району, село увійшло до складу Вінницького району.

## Населення

### Мова
Розподіл населення за рідною мовою за даними перепису 2001 року:
| Мова       | Відсоток |
| ---------- | -------- |
| українська | 99,24%   |
| інші       | 0,76%    |

## Пам'ятки
У селі є пам'ятник Богдану Хмельницькому, споруджений у 1970 році.

## Відомі люди
У селі народився Шлапак Ігор Порфирійович, український анестезіолог, професор.